# Chris Johnson (basket-ball, 1990)
Pour les articles homonymes, voir Chris Johnson.
Christapher "Chris" Johnson, né le 29 avril 1990 à Columbus dans l'Ohio, est un joueur américain de basket-ball évoluant au poste d'ailier ainsi qu'au poste d'arrière.

## Biographie
Non retenu lors de la Draft 2012 de la NBA après quatre saisons passées à évoluer avec les Flyers de Dayton, il tente sa chance en NBA Summer League avec les 76ers de Philadelphie. Sans contrat, malgré des essais avec les Clippers de Los Angeles puis le Magic d'Orlando, il rejoint les Vipers de Rio Grande Valley en NBA Development League. Durant la saison, il obtient un contrat de dix jours pour évoluer avec les Grizzlies de Memphis. Après un premier renouvellement, il doit retourner chez les Vipers où il termine la saison.
Durant l'été, il dispute de nouveau la NBA Summer League, avec les Nets de Brooklyn. Il doit de nouveau commencer la saison en NBDL, toujours avec Rio Grande Valley. Les Celtics de Boston, après deux contrats de dix jours, le signent pour un contrat pluriannuel.
Durant l'été les Celtics rompent ce contrat. Il signe avec les 76ers de Philadelphie, franchise avec laquelle il commence la saison 2014-2015. Toutefois, après avoir disputé neuf rencontres, son contrat est rompu par Philadelphie.
Le 28 janvier 2015, il signe un contrat de dix jours avec le Jazz de l'Utah, mais après deux rencontres disputées, il est non conservé par la franchise de l'Utah. Quelques semaines plus tard, le 6 mars, il signe un contrat de dix jours avec les Bucks de Milwaukee.
Au mois d'août 2020, il fait son retour dans le championnat israélien en s'engageant avec l'Hapoël Holon pour une saison.

## Palmarès

### En club
- Vainqueur de la Coupe d'Israël 2018-2019 avec l'Hapoël Jérusalem.